# Eutima neucaledonia
Eutima neucaledonia är en nässeldjursart som beskrevs av Uchida 1964. Eutima neucaledonia ingår i släktet Eutima och familjen Eirenidae. Inga underarter finns listade i Catalogue of Life.